# Корвін (Великопольське воєводство)
Корвін (пол. Korwin) — село в Польщі, у гміні Слупца Слупецького повіту Великопольського воєводства.
Населення — 184 особи (2011).
У 1975-1998 роках село належало до Конінського воєводства.

## Демографія
Демографічна структура станом на 31 березня 2011 року:
|          | Загалом | Допрацездатний вік | Працездатний вік | Постпрацездатний вік |
| -------- | ------- | ------------------ | ---------------- | -------------------- |
| Чоловіки | 94      | 24                 | 56               | 14                   |
| Жінки    | 90      | 21                 | 48               | 21                   |
| Разом    | 184     | 45                 | 104              | 35                   |